# L'indimenticabile Heidi
L'indimenticabile Heidi (Heidi) è un film televisivo trasmesso sulla NBC il 17 novembre 1968, tratto dal romanzo Heidi di Johanna Spyri. Il film è una coproduzione tra NBC e ARD, il principale gruppo radiotelevisivo pubblico in Germania. Nella versione tedesca prendeva il titolo di Heidi kehrt heim (lett. "Heidi torna a casa").
Nel film recita l'attrice Jennifer Edwards, figliastra di Julie Andrews e figlia di Blake Edwards, al fianco di Maximilian Schell, Jean Simmons e Michael Redgrave.

## Trama
Heidi, orfana di entrambi i genitori, vive con la zia Dete, sorella della madre. Dete, dopo aver trovato marito, decide di affidare la bambina al nonno materno di Heidi che vive isolato sulle Alpi svizzere. Dopo qualche tempo lo zio Herr Sesemann, fratello del padre, va a riprendere Heidi per portarla con sé a Francoforte per fare compagnia alla figlia Clara, in sedia a rotelle. Fräulein Rottenmeier, istitutrice sia di Heidi che di Clara, è comprensiva e supporta e consola la piccola bambina svizzera, mentre Clara è inizialmente ritratta negativamente come una bambina odiosa e viziata. Rottenmeier e Sesemann si innamorano. A causa della nostalgia di casa, Sesemann accetta l'invito del nonno di mandare Clara da Heidi sulle Alpi. Fräulein Rottenmeier e Herr Sesemann fanno visita alle ragazze e il nonno lascia deliberatamente Clara da sola sulle montagne, sapendo che in realtà può camminare ma ha solo paura di provare. Clara lotta per alzarsi dalla sedia a rotelle e cade; mentre cerca di alzarsi, vede il padre che la guarda in modo incoraggiante, e vacillante si dirige verso di lui. Il film si conclude con uno sguardo significativo tra Fraulein Rottenmeier e Herr Sesemann, che promette loro un futuro insieme.

## Produzione

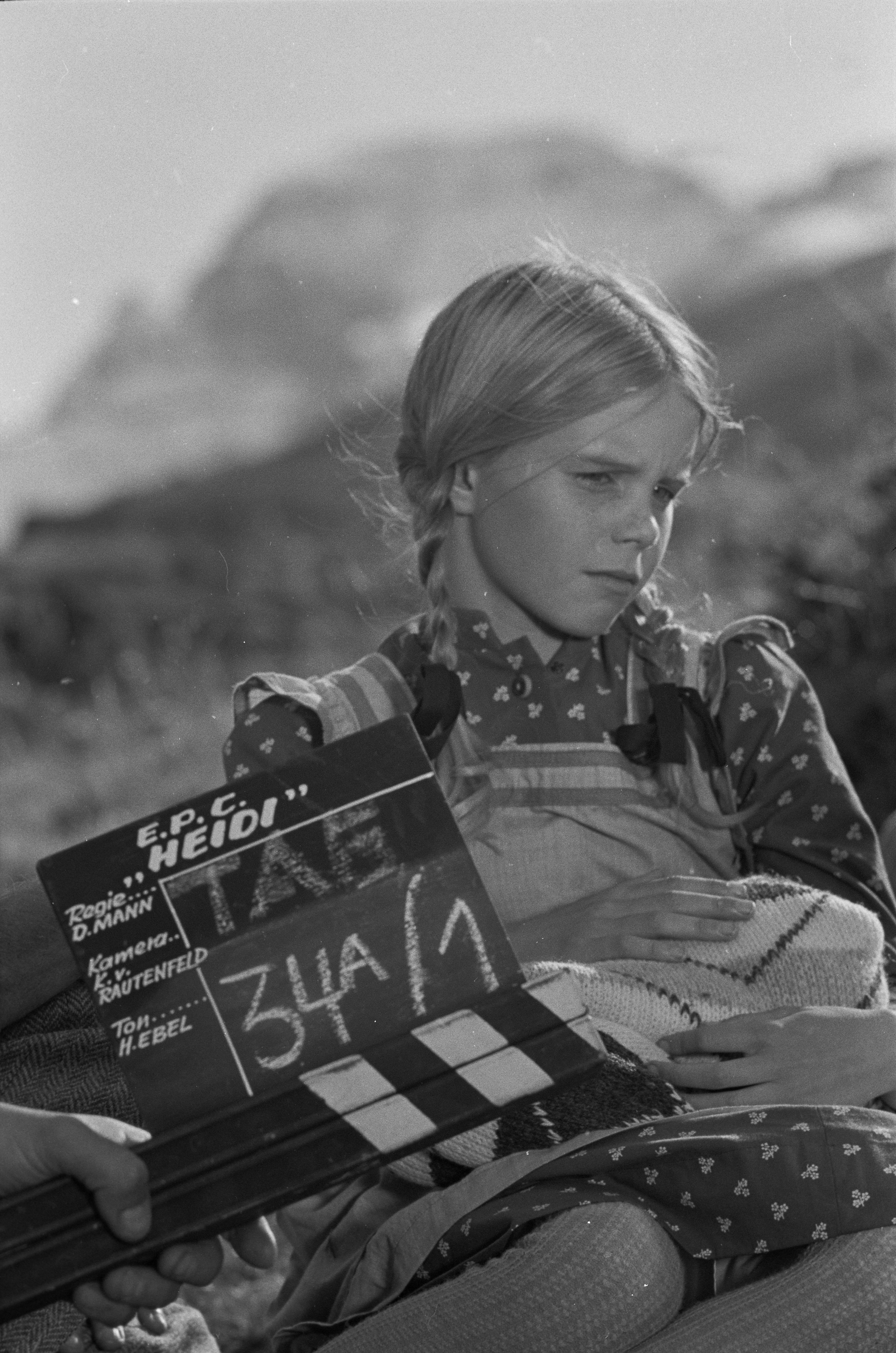
Jennifer Edwards durante le riprese del film

Il film venne girato interamente in Svizzera e le riprese esterne furono realizzate nell'autunno del 1967. Per Maienfeld, il paesello di Heidi nel libro della Spyri, venne scelto il paese di Guarda, nel comune di Scuol, in Engadina. Per la baita del nonno venne scelto un alpeggio sull'Alp Fex, l'Alp da Seglal, vicino Sils Maria.

## Distribuzione
Il film su trasmesso il 17 novembre 1968 sulla NBC. La prima del film divenne inaspettatamente uno dei momenti più noti nelle trasmissioni statunitensi perché interruppe una partita della National Football League tra gli Oakland Raiders e i New York Jets per permettere la messa in onda del film all'orario programmato, poco prima di una rimonta degli Oakland Raiders. L'interruzione suscitò le proteste dei tifosi, che intasarono i centralini della rete televisiva, e la partita venne soprannominata Heidi Game.
In Italia il film è stato trasmesso la sera del 3 aprile 1983 su Telemontecarlo.